# Liste der Olympiasieger im Segeln/Medaillengewinner Offene Klassen
Diese Liste ist Teil der Liste der Olympiasieger im Segeln. Sie führt sämtliche Medaillengewinner in jenen Segelwettbewerben bei Olympischen Sommerspielen auf, die sowohl für Männer als auch für Frauen ausgeschrieben sind (auch wenn in vielen Fällen ausschließlich Männer teilnehmen). Gegliedert ist sie nach Bootstypen und -klassen.

## Einhandjollen
Verwendete Bootsklasse:
- Laser (1996–2004, seither nach Geschlechtern getrennt)
- Finn-Dinghy (1952–1988 und 2008, seither Männerklasse)
- Firefly (1948)
- O-Jolle (1936)
- Snowbird (1932)
- 12-Fuß-Jolle (1928)
- Monotyp 1924 (1924)

### Laser
| Olympia | Gold           | Silber           | Bronze            |
| ------- | -------------- | ---------------- | ----------------- |
| 1996    | Robert Scheidt | Ben Ainslie      | Peer Moberg       |
| 2000    | Ben Ainslie    | Robert Scheidt   | Michael Blackburn |
| 2004    | Robert Scheidt | Andreas Geritzer | Vasilij Žbogar    |

### Finn-Dinghy
| Olympia | Gold            | Silber                  | Bronze            |
| ------- | --------------- | ----------------------- | ----------------- |
| 1952    | Paul Elvstrøm   | Charles Currey          | Rickard Sarby     |
| 1956    | Paul Elvstrøm   | André Nelis             | John Marvin       |
| 1960    | Paul Elvstrøm   | Alexander Tschutschelow | André Nelis       |
| 1964    | Willi Kuhweide  | Peter Barrett           | Henning Wind      |
| 1968    | Walentin Mankin | Hubert Raudaschl        | Fabio Albarelli   |
| 1972    | Serge Maury     | Ilias Chatzipavlis      | Wiktor Potapow    |
| 1976    | Jochen Schümann | Andrei Balaschow        | John Bertrand     |
| 1980    | Esko Rechardt   | Wolfgang Mayrhofer      | Andrei Balaschow  |
| 1984    | Russell Coutts  | John Bertrand           | Terry Neilson     |
| 2008    | Ben Ainslie     | Zach Railey             | Guillaume Florent |

### O-Jolle
| Olympia | Gold             | Silber          | Bronze              |
| ------- | ---------------- | --------------- | ------------------- |
| 1936    | Daan Kagchelland | Werner Krogmann | Peter Markham Scott |

### Firefly-Jolle
| Olympia | Gold          | Silber      | Bronze       |
| ------- | ------------- | ----------- | ------------ |
| 1948    | Paul Elvstrøm | Ralph Evans | Koos de Jong |

### Snowbird
| Olympia | Gold           | Silber   | Bronze        |
| ------- | -------------- | -------- | ------------- |
| 1932    | Jacques Lebrun | Bob Maas | Santiago Amat |

### 12-Fuß-Jolle
| Olympia | Gold         | Silber        | Bronze        |
| ------- | ------------ | ------------- | ------------- |
| 1928    | Sven Thorell | Henrik Robert | Bertel Broman |

### Monotyp 1924
| Olympia | Gold            | Silber        | Bronze       |
| ------- | --------------- | ------------- | ------------ |
| 1924    | Léon Huybrechts | Henrik Robert | Hans Dittmar |

## Zweihandjollen
Verwendete Bootsklassen:
- 470er  (1976–1984; 2024)
- Flying Dutchman (1960–1992)
- Sharpie (1956)
- Swallow (1948)
- 49er (2000–2004)
- 12-Fuß-Dinghy (1920)
- 18-Fuß-Dinghy (1920)

### 470er
| Olympia | Gold                                   | Silber                                            | Bronze                                  |
| ------- | -------------------------------------- | ------------------------------------------------- | --------------------------------------- |
| 1976    | BR Deutschland Harro Bode Frank Hübner | Spanien Antonio Gorostegui Pedro Millet           | Australien Ian Brown Ian Ruff           |
| 1980    | Brasilien Eduardo Penido Marcos Soares | DDR Jörn Borowski Egbert Swensson                 | Finnland Jouko Lindgren Georg Tallberg  |
| 1984    | Spanien Luis Doreste Roberto Molina    | Vereinigte Staaten Steve Benjamin Chris Steinfeld | Frankreich Thierry Peponnet Luc Pillot  |
| 2024    | Österreich Lara Vadlau Lukas Mähr      | Japan Miho Yoshioka Keiju Okada                   | Schweden Lovisa Karlsson Anton Dahlberg |

### Flying Dutchman
| Olympia | Gold                                                  | Silber                                                | Bronze                                           |
| ------- | ----------------------------------------------------- | ----------------------------------------------------- | ------------------------------------------------ |
| 1960    | Norwegen Bjørn Bergvall Peder Lunde jr.               | Dänemark Hans Fogh Ole Gunnar Petersen                | Deutschland Rolf Mulka Ingo von Bredow           |
| 1964    | Neuseeland Helmer Pedersen Earle Wells                | Großbritannien Tony Morgan Keith Musto                | Vereinigte Staaten William Bentsen Harry Melges  |
| 1968    | Großbritannien Iain MacDonald-Smith Rodney Pattison   | BR Deutschland Ullrich Libor Peter Naumann            | Brasilien Reinaldo Conrad Burkhard Cordes        |
| 1972    | Großbritannien Christopher Davies Rodney Pattison     | Frankreich Marc Pajot Yves Pajot                      | BR Deutschland Ullrich Libor Peter Naumann       |
| 1976    | BR Deutschland Eckart Diesch Jörg Diesch              | Großbritannien Julian Brooke-Houghton Rodney Pattison | Brasilien Reinaldo Conrad Peter Ficker           |
| 1980    | Spanien Alejandro Abascal Miguel Noguer               | Irland David Wilkins James Wilkinson                  | Ungarn Szabólcs Detre Zsolt Detre                |
| 1984    | Vereinigte Staaten William Carl Buchan Jonathan McKee | Kanada Evert Bastet Terry McLaughlin                  | Großbritannien Peter Allam Jonathan Richards     |
| 1988    | Dänemark Christian Grønborg Jørgen Bojsen-Møller      | Norwegen Erik Bjørkum Ole Petter Pollen               | Kanada Frank McLaughlin John Millen              |
| 1992    | Spanien Luis Doreste Domingo Manrique                 | Vereinigte Staaten Stephen Bourdow Paul Foerster      | Dänemark Jens Bojsen-Møller Jørgen Bojsen-Møller |

### Sharpie
| Olympia | Gold                               | Silber                             | Bronze                                       |
| ------- | ---------------------------------- | ---------------------------------- | -------------------------------------------- |
| 1956    | Neuseeland Jack Cropp Peter Mander | Australien John Scott Rolly Tasker | Großbritannien Jasper Blackall Terence Smith |

### Swallow
| Olympia | Gold                                     | Silber                                      | Bronze                                        |
| ------- | ---------------------------------------- | ------------------------------------------- | --------------------------------------------- |
| 1948    | Großbritannien David Bond Stewart Morris | Portugal Duarte Manuel Bello Fernando Bello | Vereinigte Staaten Lockwood Pirie Owen Torrey |

### 49er
| Olympia | Gold                                   | Silber                                   | Bronze                                          |
| ------- | -------------------------------------- | ---------------------------------------- | ----------------------------------------------- |
| 2000    | Finnland Jyrki Järvi Thomas Johanson   | Großbritannien Ian Barker Simon Hiscocks | Vereinigte Staaten Charles McKee Jonathan McKee |
| 2004    | Spanien Iker Martínez Xabier Fernández | Ukraine Rodion Luka Heorhij Leontschuk   | Großbritannien Chris Draper Simon Hiscocks      |

### 12-Fuß-Dinghy
| Olympia | Gold                                         | Silber                                           | Bronze         |
| ------- | -------------------------------------------- | ------------------------------------------------ | -------------- |
| 1920    | Niederlande Cornelis Hin Frans Hin Johan Hin | Niederlande Petrus Beukers Arnoud van der Biesen | nicht vergeben |

### 18-Fuß-Dinghy
| Olympia | Gold                                           | Silber         | Bronze         |
| ------- | ---------------------------------------------- | -------------- | -------------- |
| 1920    | Großbritannien Thomas Hedberg Francis Richards | nicht vergeben | nicht vergeben |

## Mehrrümpfer
Verwendete Bootsklassen:
- Tornado (1976–2008)
- Nacra 17 (seit 2016)

### Tornado
| Olympia | Gold                                              | Silber                                            | Bronze                                       |
| ------- | ------------------------------------------------- | ------------------------------------------------- | -------------------------------------------- |
| 1976    | Großbritannien Reg White John Osborn              | Vereinigte Staaten David McFaull Michael Rothwell | BR Deutschland Jörg Spengler Jörg Schmall    |
| 1980    | Brasilien Lars Sigurd Björkström Alexandre Welter | Dänemark Peter Due Per Kjærgaard Nielsen          | Schweden Göran Marström Jörgen Ragnarsson    |
| 1984    | Neuseeland Rex Sellers Chris Timms                | Vereinigte Staaten Randy Smyth Jay Glaser         | Australien Christopher Cairns Scott Anderson |
| 1988    | Frankreich Jean-Yves Le Déroff Nicolas Hénard     | Neuseeland Rex Sellers Chris Timms                | Brasilien Lars Grael Clinio Freitas          |
| 1992    | Frankreich Yves Loday Nicolas Hénard              | Vereinigte Staaten Randy Smyth Keith Notary       | Australien Mitch Booth John Forbes           |
| 1996    | Spanien José Luis Ballester Fernando León         | Australien Mitch Booth Andrew Landenberger        | Brasilien Lars Grael Kiko Pellicano          |
| 2000    | Österreich Roman Hagara Hans-Peter Steinacher     | Australien Darren Bundock John Forbes             | Deutschland Roland Gäbler René Schwall       |
| 2004    | Österreich Roman Hagara Hans-Peter Steinacher     | Vereinigte Staaten John Lovell Charlie Ogletree   | Argentinien Santiago Lange Carlos Espínola   |
| 2008    | Spanien Fernando Echávarri Antón Paz              | Australien Darren Bundock Glenn Ashby             | Argentinien Santiago Lange Carlos Espínola   |

### Nacra 17
| Olympia | Gold                                               | Silber                                    | Bronze                                     |
| ------- | -------------------------------------------------- | ----------------------------------------- | ------------------------------------------ |
| 2016    | Argentinien Santiago Lange Cecilia Carranza Saroli | Australien Jason Waterhouse Lisa Darmanin | Österreich Thomas Zajac Tanja Frank        |
| 2020    | Italien Ruggero Tita Caterina Banti                | Großbritannien John Gimson Anna Burnet    | Deutschland Paul Kohlhoff Alica Stuhlemmer |
| 2024    | Italien Ruggero Tita Caterina Banti                | Argentinien Mateo Majdalani Eugenia Bosco | Neuseeland Micah Wilkinson Erica Dawson    |

## Kielboote
Verwendete Bootsklassen:
- Drachen (1948–1972)
- Star (1932–2000, danach nur für Männer)
- Soling (1972–2000)
- Tempest (1972–1976)
- 5,5-m-R-Klasse (1952–1968)
- 6-m-Klasse (1908–1952)
- 6,5-m-Klasse (1920)
- 7-m-Klasse (1908–1920)
- 8-m-Klasse (1908–1936)
- 10-m-Klasse (1912–1920)
- 12-m-Klasse (1908–1920)
- 30-m²-Klasse (1920)
- 40-m²-Klasse (1920)

### Drachen
| Olympia | Gold                                                                          | Silber                                                              | Bronze                                                        |
| ------- | ----------------------------------------------------------------------------- | ------------------------------------------------------------------- | ------------------------------------------------------------- |
| 1948    | Norwegen Håkon Barfod Sigve Lie Thor Thorvaldsen                              | Schweden Folke Bohlin Gösta Brodin Hugo Johnson                     | Dänemark Klaus Baess Ole Berntsen William Berntsen            |
| 1952    | Norwegen Håkon Barfod Sigve Lie Thor Thorvaldsen                              | Schweden Erland Almkvist Sidney Boldt-Christmas Per Gedda           | BR Deutschland Erich Natusch Georg Nowka Theodor Thomsen      |
| 1956    | Schweden Folke Bohlin Bengt Palmquist Leif Wikström                           | Dänemark Cyril Andresen Ole Berntsen Christian von Bülow            | Großbritannien Ronald Backus Jonathan Janson Graham Mann      |
| 1960    | Griechenland Konstantin von Griechenland Odysseus Eskitzoglou Georgios Zaimis | Argentinien Héctor Calegaris Jorge del Río Salas Jorge Salas Chávez | Italien Antonio Ciciliano Antonio Cosentino Giulio De Stefano |
| 1964    | Dänemark Ole Berntsen Christian von Bülow Ole Poulsen                         | Deutschland Peter Ahrendt Wilfried Lorenz Ulrich Mense              | Vereinigte Staaten Richard Deaver Lowell North Charles Rogers |
| 1968    | Vereinigte Staaten George Friedrichs Barton Jahncke Gerald Schreck            | Dänemark Aage Birch Paul Lindemark Jørgensen Niels Markussen        | DDR Paul Borowski Karl-Heinz Thun Konrad Weichert             |
| 1972    | Australien Thomas Anderson John Cuneo John Shaw                               | DDR Paul Borowski Karl-Heinz Thun Konrad Weichert                   | Vereinigte Staaten Donald Cohan Charles Horter John Marshall  |

### Star
| Olympia | Gold                                                   | Silber                                                 | Bronze                                           |
| ------- | ------------------------------------------------------ | ------------------------------------------------------ | ------------------------------------------------ |
| 1932    | Vereinigte Staaten Gilbert Gray Andrew Libano          | Großbritannien Peter Jaffe Colin Ratsey                | Schweden Gunnar Asther Daniel Sundén-Cullberg    |
| 1936    | Deutsches Reich Peter Bischoff Hans-Joachim Weise      | Schweden Arvid Laurin Uno Wallentin                    | Niederlande Bob Maas Willem de Vries Lentsch     |
| 1948    | Vereinigte Staaten Hilary Smart Paul Smart             | Kuba Carlos de Cárdenas Culmell Carlos de Cárdenas Plá | Niederlande Bob Maas Edward Stutterheim          |
| 1952    | Italien Nicolò Rode Agostino Straulino                 | Vereinigte Staaten John Price John Reid                | Portugal Joaquim Fiúza Francisco de Andrade      |
| 1956    | Vereinigte Staaten Lawrence Low Herbert Williams       | Italien Nicolò Rode Agostino Straulino                 | Bahamas Sloane Farrington Durward Knowles        |
| 1960    | Sowjetunion Timir Pinegin Fjodor Schutkow              | Portugal José Manuel Quina Mário Quina                 | Vereinigte Staaten Robert Halperin William Parks |
| 1964    | Bahamas Durward Knowles Cecil Cooke                    | Vereinigte Staaten Richard Stearns Lynn Williams       | Schweden Pelle Petterson Holger Sundström        |
| 1968    | Vereinigte Staaten Peter Barrett Lowell North          | Norwegen Peder Lunde jr. Per Olav Wiken                | Italien Franco Cavallo Camillo Gargano           |
| 1972    | Australien John Anderson David Forbes                  | Schweden Pelle Petterson Stellan Westerdahl            | BR Deutschland Willi Kuhweide Karsten Meyer      |
| 1980    | Sowjetunion Walentin Mankin Aleksandrs Muzičenko       | Österreich Karl Ferstl Hubert Raudaschl                | Italien Giorgio Gorla Alfio Peraboni             |
| 1984    | Vereinigte Staaten William Earl Buchan Steven Erickson | BR Deutschland Joachim Griese Michael Marcour          | Italien Giorgio Gorla Alfio Peraboni             |
| 1988    | Großbritannien Michael McIntyre Bryn Vaile             | Vereinigte Staaten Hal Haenel Mark Reynolds            | Brasilien Nelson Falcão Torben Grael             |
| 1992    | Vereinigte Staaten Hal Haenel Mark Reynolds            | Neuseeland Donald Cowie Rod Davis                      | Kanada Eric Jespersen Ross MacDonald             |
| 1996    | Brasilien Marcelo Ferreira Torben Grael                | Schweden Bobby Lohse Hans Wallén                       | Australien Colin Beashel David Giles             |
| 2000    | Vereinigte Staaten Magnus Liljedahl Mark Reynolds      | Großbritannien Mark Covell Ian Walker                  | Brasilien Marcelo Ferreira Torben Grael          |

### Soling
| Olympia | Gold                                                          | Silber                                                            | Bronze                                                                     |
| ------- | ------------------------------------------------------------- | ----------------------------------------------------------------- | -------------------------------------------------------------------------- |
| 1972    | Vereinigte Staaten William Allen William Bentsen Harry Melges | Schweden Bo Knape Stefan Krook Stig Wennerström Lennart Roslund   | Kanada Paul Côté John Ekels David Miller                                   |
| 1976    | Dänemark Valdemar Bandolowski Erik Hansen Poul Høj Jensen     | Vereinigte Staaten Walter Glasgow Richard Hoepfner John Kolius    | DDR Dieter Below Olaf Engelhardt Michael Zachries                          |
| 1980    | Dänemark Valdemar Bandolowski Erik Hansen Poul Høj Jensen     | Sowjetunion Alexander Budnikow Boris Budnikow Nikolai Poljakow    | Griechenland Anastasios Boundouris Anastasios Gavrilis Aristidis Rapanakis |
| 1984    | Vereinigte Staaten Rod Davis Robbie Haines Edward Trevelyan   | Brasilien Daniel Adler Torben Grael Ronaldo Senfft                | Kanada Stephen Calder John Kerr Hans Fogh                                  |
| 1988    | DDR Thomas Flach Bernd Jäkel Jochen Schümann                  | Vereinigte Staaten William Baylis Robert Billingham John Kostecki | Dänemark Jesper Bank Jan Mathiasen Steen Secher                            |
| 1992    | Dänemark Jesper Bank Steen Secher Jesper Seier                | Vereinigte Staaten James Brady Douglas Kern Kevin Mahaney         | Großbritannien Robert Cruickshank Lawrie Smith Ossie Stewart               |
| 1996    | Deutschland Thomas Flach Bernd Jäkel Jochen Schümann          | Russland Dmitri Schabanow Georgi Schaiduko Igor Skalin            | Vereinigte Staaten Jim Barton Jeff Madrigali Kent Massey                   |
| 2000    | Dänemark Jesper Bank Henrik Blakskjær Thomas Jacobsen         | Deutschland Gunnar Bahr Ingo Borkowski Jochen Schümann            | Norwegen Paul Davis Herman Horn Johannessen Espen Stokkeland               |

### Tempest
| Olympia | Gold                                        | Silber                                         | Bronze                                        |
| ------- | ------------------------------------------- | ---------------------------------------------- | --------------------------------------------- |
| 1972    | Sowjetunion Witalij Dyrdyra Walentin Mankin | Großbritannien David Hunt Alan Warren          | Vereinigte Staaten Peter Dean Glen Foster     |
| 1976    | Schweden John Albrechtson Ingvar Hansson    | Sowjetunion Wladyslaw Akymenko Walentin Mankin | Vereinigte Staaten Dennis Conner Conn Findlay |

### 5,5-m-R-Klasse
| Olympia | Gold                                                                         | Silber                                                                            | Bronze                                                            |
| ------- | ---------------------------------------------------------------------------- | --------------------------------------------------------------------------------- | ----------------------------------------------------------------- |
| 1952    | Vereinigte Staaten Britton Chance Michael Schoettle Edgar White Sumner White | Norwegen Børre Falkum-Hansen Peder Lunde sr. Vibeke Lunde                         | Schweden Carl-Erik Ohlson Folke Wassén Magnus Wassén              |
| 1956    | Schweden Hjalmar Karlsson Lars Thörn Sture Stork                             | Großbritannien David Bowker Neil Kennedy-Cochran-Patrick John Dillon Robert Perry | Australien Douglas Buxton Devereaux Mytton Jock Sturrock          |
| 1960    | Vereinigte Staaten James Hunt George O’Day David Smith                       | Dänemark William Berntsen Steen Christensen Søren Hancke                          | Schweiz Henri Copponex Pierre Girard Manfred Metzger              |
| 1964    | Australien Bill Northam Peter O’Donnell James Sargeant                       | Schweden Arne Karlsson Sture Stork Lars Thörn                                     | Vereinigte Staaten Joseph Batchelder John McNamara Francis Scully |
| 1968    | Schweden Jörgen Sundelin Peter Sundelin Ulf Sundelin                         | Schweiz Bernard Dunand Louis Noverraz Marcel Stern                                | Großbritannien Robin Aisher Paul Anderson Adrian Jardine          |

### 6-m-Klasse
| Olympia  | Gold                                                                                                 | Silber | Bronze                                                                                    |
| -------- | --- | --- | ----------------------------------------------------------------------------------------- |
| 1908     | Großbritannien Charles Crichton Gilbert Laws Thomas McMeekin                                         | Belgien Léon Huybrechts Louis Huybrechts Henri Weewauters                                                                           | Frankreich Henri Arthus Louis Potheau Pierre Rabot                                        |
| 1912     | Frankreich Amédée Thubé Gaston Thubé Jacques Thubé                                                   | Dänemark Steen Herschend Hans Meulengracht-Madsen Sven Thomsen                                                                      | Schweden Otto Aust Eric Sandberg Harald Sandberg                                          |
| [1] 1920 | Norwegen Andreas Brecke Paal Kaasen Ingolf Rød                                                       | Belgien Charles Van Den Bussche Léon Huybrechts John Klotz                                                                          | nicht vergeben                                                                            |
| [1] 1920 | Belgien Frédéric Bruynseels Émile Cornellie Florimond Cornellie                                      | Norwegen Leif Erichsen Andreas Knudsen Einar Torgersen                                                                              | Norwegen Henrik Agersborg Einar Berntsen Trygve Pedersen                                  |
| 1924     | Norwegen Christopher Dahl Anders Lundgren Eugen Lunde                                                | Dänemark Knud Degn Christian Nielsen Vilhelm Vett                                                                                   | Niederlande Joop Carp Anthonij Guépin Jan Vreede                                          |
| 1928     | Norwegen Erik Anker Johan Anker Håkon Bryhn Olav von Norwegen                                        | Dänemark Aage Høy-Petersen Sven Linck Niels Møller Peter Schlütter Vilhelm Vett                                                     | Estland Andreas Faehlmann Georg Faehlmann Nikolai Vekšin Eberhard Vogdt William von Wirén |
| 1932     | Schweden Olle Åkerlund Åke Bergqvist Martin Hindorff Tore Holm                                       | Vereinigte Staaten Temple Ashbrook Robert Carlson Frederic Conant Donald Douglas Charles Smith                                      | Kanada Gardner Boultbee Kenneth Glass Philip Rogers Gerald Wilson                         |
| 1936     | Großbritannien Miles Bellville Christopher Boardman Russell Harmer Charles Leaf Leonard Martin       | Norwegen Karsten Konow Magnus Konow Fredrik Meyer Vaadjuv Nyqvist Alf Tveten                                                        | Schweden Lennart Ekdahl Martin Hindorff Torsten Lord Dagmar Salén Sven Salén              |
| 1948     | Vereinigte Staaten Alfred Lee Loomis junior Michael Mooney James Smith James Weekes Herman Whiton    | Argentinien Emilio Homps Rodolfo Rivademar Rufino Rodríguez de la Torre Enrique Sieburger jr. Enrique Sieburger sr. Julio Sieburger | Schweden Karl-Robert Ameln Martin Hindorff Tore Holm Torsten Lord Gösta Salén             |
| 1952     | Vereinigte Staaten Everard Endt John Morgan Eric Ridder Julian Roosevelt Emelyn Whiton Herman Whiton | Norwegen Tor Arneberg Erik Heiberg Finn Ferner Johan Ferner Carl Mortensen                                                          | Finnland Ragnar Jansson Paul Sjöberg Adolf Konto Rolf Turkka Ernst Westerlund             |

### 6,5-m-Klasse
| Olympia | Gold                                              | Silber                                           | Bronze         |
| ------- | ------------------------------------------------- | ------------------------------------------------ | -------------- |
| 1920    | Niederlande Bernard Carp Joop Carp Petrus Wernink | Frankreich Robert Monier Félix Picon Albert Weil | nicht vergeben |

### 7-m-Klasse
| Olympia | Gold                                                                                    | Silber                                                     | Bronze         |
| ------- | --------------------------------------------------------------------------------------- | ---------------------------------------------------------- | -------------- |
| 1908    | Großbritannien Norman Bingley Richard Dixon Charles Rivett-Carnac Frances Rivett-Carnac | nicht vergeben                                             | nicht vergeben |
| 1920    | Großbritannien Robert Coleman William Maddison Cyril Wright Dorothy Wright              | Norwegen Sten Abel Christian Dick Johan Faye Niels Nielsen | nicht vergeben |

### 8-m-Klasse
| Olympia  | Gold | Silber | Bronze                                                                                                  |
| -------- | --- | --- | --- |
| 1908     | Großbritannien Charles Campbell Blair Cochrane John Rhodes Henry Sutton Arthur Wood | Schweden Carl Hellström Eric Sandberg Edmund Thormählen Erik Wallerius Harald Wallin                                             | Großbritannien Alfred Hughes Philip Hunloke Frederick Hughes George Ratsey William Ward                 |
| 1912     | Norwegen Thomas Aass Andreas Brecke Torleiv Corneliussen Thoralf Glad Christian Jebe | Schweden Emil Henriques Bengt Heyman Alvar Thiel Herbert Westermark Nils Westermark                                              | Finnland Arthur Ahnger Emil Lindh Bertil Tallberg Gunnar Tallberg Georg Westling                        |
| [1] 1920 | Norwegen Thorleif Kristoffersen Magnus Konow Reidar Martiniuson Ragnar Vik | Norwegen Jens Salvesen Finn Schiander Lauritz Schmidt Nils Thomas Ralph Tschudi                                                  | Belgien Willy de l’Arbre Albert Grisar Georges Hellebuyck Léopold Standaert Henri Weewauters            |
| [1] 1920 | Norwegen Thorleif Holbye Alf Jacobsen Kristoffer Olsen Carl Ringvold sr. Tellef Wagle | nicht vergeben | nicht vergeben                                                                                          |
| 1924     | Norwegen Rick Bockelie Harald Hagen Ingar Nielsen Carl Ringvold jr. Carl Ringvold sr. | Großbritannien Gordon Fowler Edwin Jacob Thomas Riggs Walter Riggs Ernest Roney                                                  | Frankreich Louis Charles Breguet Pierre Gauthier Robert Girardet André Guerrier Georges Mollard         |
| 1928     | Frankreich Donatien Bouché André Derrien Virginie Hériot André Lesauvage Jean Lesieur Carl de la Sablière                                                                                 | Niederlande Lambertus Doedes Johannes van Hoolwerff Hendrik Kersken Cornelis van Staveren Gerard de Vries Lentsch Maarten de Wit | Schweden Clarence Hammar Tore Holm Carl Sandblom John Sandblom Philip Sandblom Wilhelm Törsleff         |
| 1932     | Vereinigte Staaten John Biby Alphonse Burnand Kenneth Carey Owen Churchill William Cooper Pierpont Davis Karl Dorsey John Huettner Alan Morgan Richard Moore Robert Sutton Thomas Webster | Kanada Ernest Cribb Peter Gordon George Gyles Harry Jones Ronald Maitland Hubert Wallace                                         | nicht vergeben                                                                                          |
| 1936     | Italien Bruno Bianchi Luigi De Manincor Domenico Mordini Enrico Poggi Luigi Poggi Giovanni Reggio                                                                                         | Norwegen John Ditlev-Simonsen Olaf Ditlev-Simonsen Lauritz Schmidt Hans Struksnæs Jacob Tullin Thams Nordahl Wallem              | Deutsches Reich Fritz Bischoff Hans Howaldt Alfried Krupp Eduard Mohr Felix Scheder-Bieschin Otto Wachs |

### 10-m-Klasse
| Olympia  | Gold | Silber | Bronze |
| -------- | --- | --- | --- |
| 1912     | Schweden Filip Ericsson, Carl Hellström, Paul Isberg, Humbert Lundén, Herman Nyberg, Harry Rosenswärd, Erik Wallerius, Harald Wallin | Finnland Waldemar Björkstén, Jacob Björnström, Bror Brenner, Allan Franck, Erik Lindh, Aarne Pekkalainen, Harry Wahl | Russland Esper Belosselski, Ernst Brasche, Karl Lindholm, Nikolai Puschnizki, Alexander Rodionow, Iossif Schomaker, Philipp Strauch |
| [1] 1920 | Norwegen Charles Arentz, Otto Falkenberg, Robert Giertsen, Willy Gilbert, Halfdan Schjøtt, Trygve Schjøtt, Arne Sejersted            | nicht vergeben | nicht vergeben |
| [1] 1920 | Norwegen Erik Herseth, Sigurd Holter, Gunnar Jamvold, Peter Jamvold, Claus Juell, Ingar Nielsen, Ole Sørensen                        | nicht vergeben | nicht vergeben |

### 12-m-Klasse
| Olympia  | Gold | Silber | Bronze |
| -------- | --- | --- | --- |
| 1908     | Großbritannien John Aspin, John Buchanan, James Bunten, Arthur Downes, John Downes, David Dunlop, Thomas Glen-Coats, John Mackenzie, Albert Martin, Gerald Tait  | Großbritannien John Adam, James Baxter, William Davidson, John Jellico, J. Graham Kenion, Thomas Littledale, Charles MacIver, Charles R. MacIver, Charles MacLeod-Robertson, James Spence | nicht vergeben                                                                                             |
| 1912     | Norwegen Johan Anker, Nils Bertelsen, Eilert Falch-Lund, Halfdan Hansen, Arnfinn Heje, Magnus Konow, Alfred Larsen, Petter Larsen, Christian Staib, Carl Thaulow | Schweden Per Bergman, Dick Bergström, Kurt Bergström, Hugo Clason, Folke Johnson, Sigurd Kander, Iwan Lamby, Erik Lindqvist, Nils Persson, Hugo Sällström                                 | Finnland Max Alfthan, Erik Hartvall, Jarl Hulldén, Sigurd Juslén, Ernst Krogius, Eino Sandelin, John Silén |
| [1] 1920 | Norwegen Halvor Birkeland, Rasmus Birkeland, Lauritz Christiansen, Halvor Møgster, Hans Næss, Henrik Østervold, Jan Østervold, Kristian Østervold, Ole Østervold | nicht vergeben | nicht vergeben                                                                                             |
| [1] 1920 | Norwegen Arthur Allers, Martin Borthen, Johan Friele, Kaspar Hassel, Egill Reimers, Christen Wiese, Erik Ørvig, Olaf Ørvig, Thor Ørvig                           | nicht vergeben | nicht vergeben                                                                                             |

### Gemeinsame Wettfahrt
| Olympia | Gold                                                                   | Silber                                                                | Bronze                    |
| ------- | ---------------------------------------------------------------------- | --------------------------------------------------------------------- | ------------------------- |
| 1900    | Großbritannien Lorne Currie John Gretton Linton Hope Algernon Maudslay | Deutsches Reich Georg Naue Heinrich Peters Ottokar Weise Paul Wiesner | Frankreich Émile Michelet |

### Bis 0,5 Tonnen
| Olympia | Gold                      | Silber                                                  | Bronze                                               |
| ------- | ------------------------- | ------------------------------------------------------- | ---------------------------------------------------- |
| 1900    | Frankreich Pierre Gervais | Frankreich Jean-Baptiste Charcot Robert Linzeler Texier | Frankreich Gaston Cailleux Henri Monnot Léon Tellier |
| 1900    | Frankreich Émile Sacré    | Frankreich Jean-Baptiste Charcot Robert Linzeler Texier | Frankreich Pierre Gervais                            |

### 0,5 bis 1 Tonne
| Olympia | Gold                                                                   | Silber                                                                              | Bronze                                                                              |
| ------- | ---------------------------------------------------------------------- | ----------------------------------------------------------------------------------- | ----------------------------------------------------------------------------------- |
| 1900    | Großbritannien Lorne Currie John Gretton Linton Hope Algernon Maudslay | Frankreich Jacques Baudrier Jean Le Bret Félix Marcotte William Martin Jules Valton | Frankreich Marcel Meran Émile Michelet                                              |
| 1900    | Frankreich Louis Auguste-Dormeuil                                      | Frankreich Marcel Meran Émile Michelet                                              | Frankreich Jacques Baudrier Jean Le Bret Félix Marcotte William Martin Jules Valton |

### 1 bis 2 Tonnen
| Olympia | Gold                                                                  | Silber                                                                   | Bronze                                                                   |
| ------- | --------------------------------------------------------------------- | ------------------------------------------------------------------------ | ------------------------------------------------------------------------ |
| 1900    | Schweiz Bernard de Pourtalès Hélène de Pourtalès Hermann de Pourtalès | Frankreich Auguste Albert Albert Duval Charles Hugo François Vilamitjana | Frankreich Jacques Baudrier Lucien Baudrier Dubosq Édouard Mantois       |
| 1900    | Deutsches Reich Georg Naue Heinrich Peters Ottokar Weise Paul Wiesner | Schweiz Bernard de Pourtalès Hélène de Pourtalès Hermann de Pourtalès    | Frankreich Auguste Albert Albert Duval Charles Hugo François Vilamitjana |

### 2 bis 3 Tonnen
| Olympia | Gold                                                                      | Silber                                                              | Bronze                                                             |
| ------- | ------------------------------------------------------------------------- | ------------------------------------------------------------------- | ------------------------------------------------------------------ |
| 1900    | Gemischte Mannschaft William Exshaw Frédéric Blanchy Jacques Le Lavasseur | Frankreich Jacques Doucet Auguste Godinet Henri Mialaret Léon Susse | Frankreich De Cottignon Émile Jean-Fontaine Ferdinand de Schlatter |
| 1900    | Gemischte Mannschaft William Exshaw Frédéric Blanchy Jacques Le Lavasseur | Frankreich Jacques Doucet Auguste Godinet Henri Mialaret Léon Susse | Frankreich Auguste Donny                                           |

### 3 bis 10 Tonnen
| Olympia | Gold                                                     | Silber                                                                         | Bronze                                                                         |
| ------- | -------------------------------------------------------- | ------------------------------------------------------------------------------ | ------------------------------------------------------------------------------ |
| 1900    | Frankreich Henri Gilardoni                               | Niederlande Chris Hooijkaas Henri Smulders Arie van der Velden                 | Frankreich A. Dubois J. Dubois Maurice Gufflet Robert Gufflet Charles Guiraist |
| 1900    | Großbritannien Edward Hore Harry Jefferson Howard Taylor | Frankreich A. Dubois J. Dubois Maurice Gufflet Robert Gufflet Charles Guiraist | Vereinigte Staaten H. MacHenry                                                 |

### 10 bis 20 Tonnen
| Olympia | Gold                                  | Silber                  | Bronze                     |
| ------- | ------------------------------------- | ----------------------- | -------------------------- |
| 1900    | Frankreich Émile Billard Paul Perquer | Frankreich Jean Decazes | Großbritannien Edward Hore |

### Über 20 Tonnen
| Olympia | Gold                         | Silber                          | Bronze                              |
| ------- | ---------------------------- | ------------------------------- | ----------------------------------- |
| 1900    | Großbritannien Cecil Quentin | Großbritannien Selwin Calverley | Vereinigte Staaten Harry Van Bergen |

### 30-m²-Klasse
| Olympia | Gold                                                      | Silber         | Bronze         |
| ------- | --------------------------------------------------------- | -------------- | -------------- |
| 1920    | Schweden Gösta Bengtsson Gösta Lundquist Rolf Steffenburg | nicht vergeben | nicht vergeben |

### 40-m²-Klasse
| Olympia | Gold                                                    | Silber                                                               | Bronze         |
| ------- | ------------------------------------------------------- | -------------------------------------------------------------------- | -------------- |
| 1920    | Schweden Tore Holm Yngve Holm Axel Rydin Georg Tengvall | Schweden Percy Almstedt Erik Mellbin Gustaf Svensson Ragnar Svensson | nicht vergeben |